# Kiilerich
Kiilerich er et familienavn, der kan føres tilbage til sadelmager Johan Friderich Kiilerich, født ca. 1709 i Kiel, der døde i 1790 i Thisted, 81 år gammel. Johan Friderich Kiilerich er indvandret fra Slesvig (dengang dansk hertugdømme). Det har det ikke været muligt at konstatere, hvem hans forældre var, og slægten kan derfor ikke føres længere tilbage. 
Johan Friderich Kiilerich blev gift i 1749 i Trinitatis kirke i København med Anna Dorthea Michelsdatter Borstoft. I ægteskabet kom børnene: 1) Marie Cathrine Johansdatter, født 1753, 2) Hans Frederik Johansen (Kiilerich), født 1753, 3) Alexander Kiilerich, født 1755, 4) Christian Johansen (Kiilerich), født 1756, 5) Anna Elisabeth Johansdatter, født 1758, 6) Rebecha Johansdatter, født 1760. Alle børnene er født i Thisted.
Navnet Kiilerich har ifølge Thisted Kirkebog følgende oprindelse: Ved barnebarnet Alexanders dåb har præsten tilføjet navnet Kiilerich, og faderen, Hans Frederik Johansen Kiilerich, har forklaret således:
"Min far var stolt af at være født i Kiel, han sagde altid, idet han slog sig på sit bryst: "Ein Kieler bin ich". – Deraf fik han navnet, som dog staves anderledes  i dag.  
Slægtsnavnet er igennem årene stavet på mange forskellige måder, Kilerich-Kiilerich-Killerich-Kilerik-Killerik, men det oprindelige navn var sikkert Kiilerich, og denne stavemåde benyttes i dag af de fleste af slægtens medlemmer.